# Jotapianus
Jotapianus, mort en 248/249, est un usurpateur de l'Empire romain.

## Biographie
Selon Aurelius Victor, il prétendait descendre d'Alexandre le Grand. Selon Christian Settipani, il était probablement le fils de Marcus Flavius Vitellius Seleucus, consul en 221; par son père il descendrait des Séleucides via Caius Iulius Antiochus Epiphanes Philopappus.
Révolté contre Philippe l'Arabe et le gouverneur des provinces d'Orient Priscus, qui est également le frère de l'empereur, Jotapianus est proclamé empereur en 248/249 par ses troupes en Cappadoce (en Syrie selon Aurelius Victor) qui ne peuvent supporter la politique de conciliation envers la Perse ainsi que la gestion par Priscus des provinces d'Orient.
Philippe règle le problème que représente la révolte de Jotapianus en nommant un autre gouverneur en Orient et en nommant son frère dans une autre province de l'empire. Un peu plus tard, après l'avènement de Dèce, les légions qui avaient acclamé Jotapianus le tuent, et le calme revient en Orient.